# Uniloc
Uniloc Corporation es una empresa fundada en Australia en 1992 por Ric Richardson.

## Historia
La tecnología Uniloc se basa en una patente otorgada al inventor Ric Richardson, quien también fue el fundador de la empresa Uniloc. La solicitud de patente original data de finales de 1992 en Australia y se otorgó en los EE. UU. en 1996 y cubre una tecnología conocida popularmente como activación de productos, software de prueba y compra y bloqueo de máquinas.
En 1993, Uniloc distribuyó versiones de software "Try and Buy" (Probar y comprar en Inglés) para múltiples editores a través de un acuerdo de marketing con IBM . Un éxito inicial fue la venta de miles de copias de un paquete de software (First Aid, desarrollado por Cybermedia) distribuido en la portada de la revista Windows Sources en 1994.
En 1997, se creó una subsidiaria estadounidense llamada Uniloc PC Preload para producir ediciones desbloqueables precargadas de productos de software populares en las PC nuevas. Se firmaron acuerdos de distribución con eMachines y Toshiba . La revista Family PC también produjo dos meses de revistas con software desbloqueable de Uniloc PC Preload en la portada en 2000.
En 2003, Uniloc Corporation estableció una subsidiaria estadounidense llamada Uniloc USA, que opera desde Rhode Island y el sur de California . La compañía actualmente otorga licencias de su tecnología patentada a editores de software y compañías de entretenimiento, incluida Sega .

## Demandas de patentes
A partir de 2010, Uniloc demandó a 73 empresas que la empresa australiana alega que han violado uno de sus proyectos copiados de sus patentes. Según Uniloc, 25 de esas empresas llegaron a acuerdos extrajudiciales con la empresa australiana. Debido a la naturaleza abstracta de sus patentes, y sus actividades litigiosas, Uniloc fue tachada de "Troll de patentes" por los críticos.

### Microsoft
Uniloc demandó a Microsoft en 2003 por violar su patente relacionada con tecnología diseñada para impedir la piratería de software. En 2006, el juez de distrito estadounidense William Smith falló a favor de Microsoft, pero un tribunal de apelaciones anuló su decisión, diciendo que había una "cuestión genuina de hecho material" y que no debería haber fallado en el caso sin escuchar a un jurado. El 8 de abril de 2009, un jurado de Rhode Island encontró que Microsoft había violado la patente y le dijo a Microsoft que pagara a Uniloc $388 millones en daños. Después de este éxito, Uniloc presentó nuevas demandas por infracción de patentes contra Sony America, McAfee, Activision, Quark, Borland Software y Aspyr Media.
La decisión contra Microsoft fue anulada posteriormente el 29 de septiembre de 2009, cuando el juez Smith anuló el veredicto del jurado y falló a favor de Microsoft nuevamente, diciendo que el jurado "no comprendía los problemas que se le presentaban y llegó a una conclusión sin una base legal suficiente". . Uniloc apeló la decisión del juez, alegando parcialidad y en 2011 se restableció el veredicto del jurado contra Microsoft. La Corte de Apelaciones del Circuito Federal de EE. UU. dijo que en lugar de utilizar la "regla del 25 por ciento" habitual, sería necesario volver a calcular las indemnizaciones por daños y perjuicios por infracción.
En marzo de 2012, Uniloc y Microsoft llegaron a una "resolución final y de mutuo acuerdo", cuyos términos no fueron revelados.

### Minecraft y otros juegos
El 20 de julio de 2012, Uniloc presentó una demanda contra Mojang, citando Minecraft Pocket Edition, como una infracción de patentes que reclaman derechos exclusivos sobre un método de verificación de licencias de software. Markus Persson de Mojang ha declarado que no cree que Minecraft infrinja la patente estadounidense de Uniloc núm. 6,857,067 y que Mojang AB defenderá la demanda. La misma demanda también se presentó contra otros desarrolladores de juegos para Android, incluidos Electronic Arts (fabricante de Bejeweled 2 ), Laminar Research (fabricante de X-Plane ), Distinctive Developments, Gameloft, Halfbrick Studios, Madfinger Games y Square Enix . La patente involucrada en la disputa fue invalidada en marzo de 2016.

## enlaces externos
- Sitio web oficial
- US patent 5,490,216

- Datos: Q17040127